# نينا اولبرايت
نينا اولبرايت (بالإنجليزية: Nina Albright)‏ هي رسامة بالرصاص أمريكية، ولدت في 15 فبراير 1907 في مانهاتن في الولايات المتحدة، وتوفيت في 7 فبراير 1997.